# Lord-lieutenant du Montgomeryshire

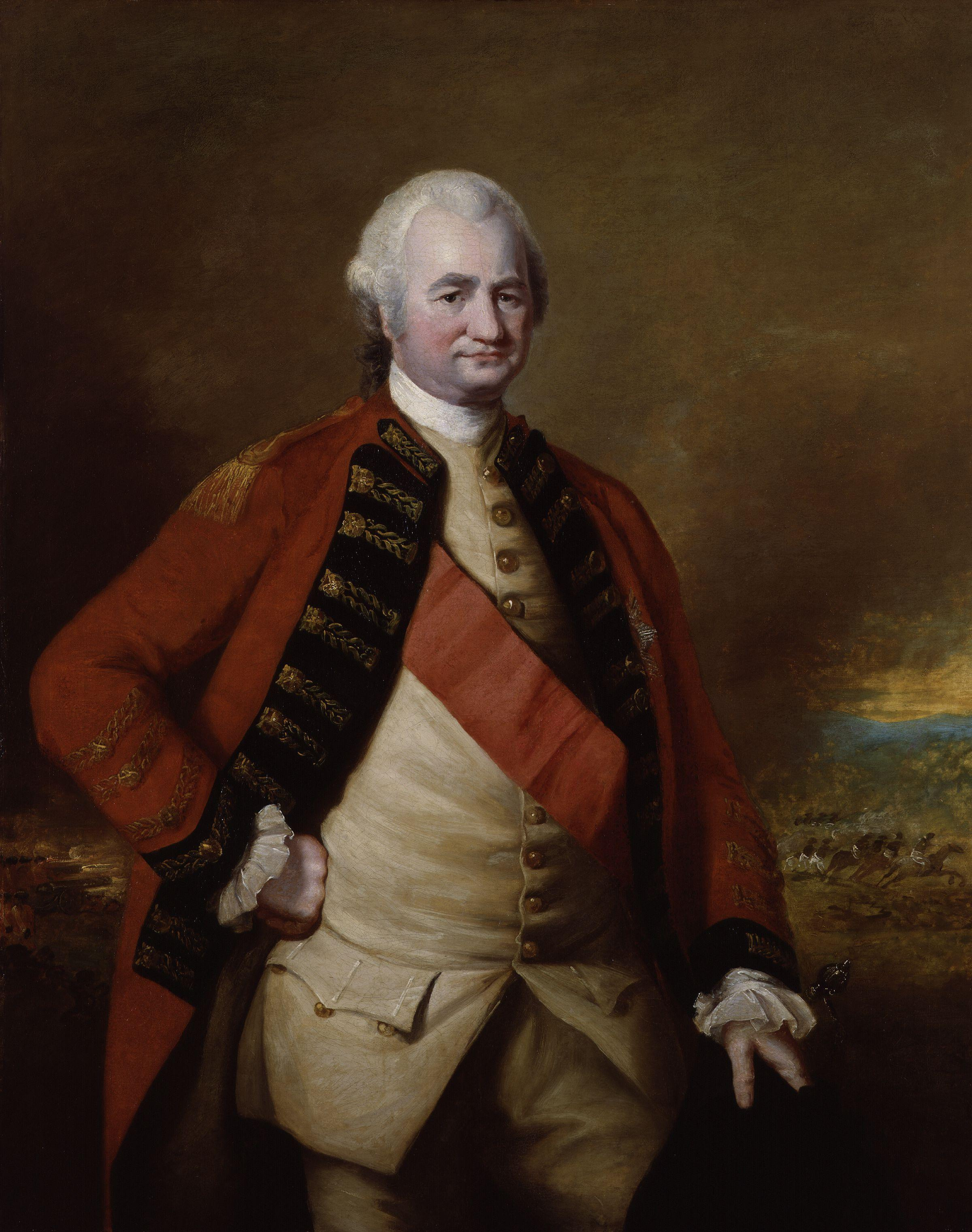
Robert Clive, lord-lieutenant du Montgomeryshire 1773-1774

Ceci est une liste de personnes qui ont servi comme lord-lieutenant du Montgomeryshire. Depuis 1761, tous les Lords lieutenant ont également été Custos Rotulorum of Montgomeryshire. L'office a été supprimé le 31 mars 1974 et remplacé par le lord-lieutenant de Powys, Deputy Lieutenants du Montgomeryshire.

## Lord-lieutenants du Montgomeryshire jusqu'en 1974
- voir Lord-lieutenant du pays de Galles avant 1694
- Robert Devereux, 3e comte d'Essex (nommé par le Parlement) 1642 - 14 septembre 1646
- Charles Talbot, 1er duc de Shrewsbury 31 mai 1694 – 10 mars 1696
- Charles Gerard, 2e comte de Macclesfield 10 mars 1696 – 5 novembre 1701
- William Stanley, 9e comte de Derby 18 juin 1702 – 5 novembre 1702
- Hugh Cholmondeley, 1er comte de Cholmondeley 2 décembre 1702 – 4 septembre 1713
- Other Windsor, 2e comte de Plymouth 4 septembre 1713 – 21 octobre 1714
- Hugh Cholmondeley, 1er comte de Cholmondeley 21 octobre 1714 – 18 janvier 1725
- George Cholmondeley, 2e comte de Cholmondeley 7 avril 1725 – 7 mai 1733
- George Cholmondeley, 3e comte de Cholmondeley 14 juin 1733 – 25 octobre 1760
- Henry Herbert, 1er comte de Powis 4 juillet 1761 – 10 septembre 1772
- Robert Clive 17 juin 1773 – 2 novembre 1774
- Francis Seymour-Conway, 1er comte de Hertford 20 avril 1775 – 21 novembre 1776
- George Herbert, 2e comte de Powis 21 novembre 1776 – 16 janvier 1801
- vacant
- Edward Clive, 1er comte de Powis 18 mai 1804 – 20 novembre 1830
- Edward Herbert, 2e comte de Powis 20 novembre 1830 – 17 janvier 1848
- Charles Hanbury-Tracy, 1er baron Sudeley 26 février 1848 – 10 février 1858
- Thomas Hanbury-Tracy, 2e baron Sudeley 4 mars 1858 – 19 février 1863
- Sudeley Hanbury-Tracy, 3e baron Sudeley 21 avril 1863 – 28 avril 1877
- Edward Herbert, 3e comte de Powis 25 mai 1877 – 7 mai 1891
- Herbert Williams-Wynn, 7e baronnet 10 juin 1891 – 24 mai 1944
- George Frederick Hamer 26 juin 1950 – 4 avril 1960
- John Lyon Corbett-Winder, 4 avril 1960 – 31 mars 1974. Devenu le premier Lord-lieutenant du Powys le 1er avril 1974.